# Hauptstrasse 8
Die Hauptstrasse 8 ist eine nummerierte Hauptstrasse im Schweizer Strassennetz.
Sie führt von der Ostschweiz in die Innerschweiz. Der Streckenverlauf beginnt in St. Gallen Winkeln an der Hauptstrasse 7 und führt über Herisau ins Neckertal, dann über die Wasserfluh (843 m) nach Lichtensteig, dort zusammen mit der Hauptstrasse 16 nach Wattwil, danach über den 805 Meter hohen Rickenpass nach Rapperswil-Jona, via Seedamm über den Zürichsee nach Pfäffikon SZ, Sattel, Schwyz, Ibach nach Ingenbohl, wo sie in die Hauptstrasse 2 mündet.
Die gesamte Strecke ist 92 Kilometer lang.  Zwischen Schindellegi bei Wollerau und Biberbrugg bei Einsiedeln ist sie vierspurig ausgebaut.

## Geschichte
Im Mittelalter wurde der Rickenpass als Pilgerweg genutzt. Seit dem 15. Jahrhundert versuchte Schwyz, die Landwege in Richtung Bodensee zu kontrollieren. Um 1695 planten Schwyz und die Fürstabtei St. Gallen, eine Strasse über den Rickenpass zu bauen, um die katholischen Gebiete unter Umgehung der protestantischen Stadt Zürich auf dem Landweg miteinander zu verbinden. Nach der Niederlage im Toggenburgerkrieg von 1712 wurden diese Ausbaupläne jedoch nicht verwirklicht. 1788 entstand jedoch ein durchgehend befahrbarer Weg zwischen der Innerschweiz und St. Gallen.
Die Rickenstrasse zwischen Rapperswil und Ricken wurde zwischen 1828 und 1832 im Interesse der Stadt Rapperswil neu trassiert und zu einer modernen Chaussee ausgebaut. Zwischen 1832 und 1835 wurde auch der angrenzende Streckenabschnitt von Ricken bis Wattwil neu trassiert. Im Strassengesetz von 1834 wurde die Rickenstrasse «von Botsberg, Gemeinde Flawyl, durch das Rindal, nach Lütisburg, Lichtensteig, Wattwyl, St. Gallenkappel und Rapperschwyl» unter Artikel 3b als «Haupt- und Handelsstrasse zweiter Classe» eingestuft.
Auf 2020 wurde der Abschnitt zwischen St. Gallen und Herisau dem Bund übergeben, die Hauptstrasse ist dort seither Teil der Nationalstrasse 25.

## Zukunft
Im Rahmen der Entwicklungsachse Urmiberg wird zwischen dem Bahnhof Schwyz und dem Bahnhof Brunnen eine neue Hauptstrasse errichtet. Bisher haben die Hauptstrassen 2 und 8 zwischen diesen beiden Polen dieselbe Linienführung via Ibach und dem A4-Anschluss Brunnen Nord. Die neue Strasse wird dann einer der beiden Nummern zugeordnet, der heutige Laufweg würde dann die andere behalten, so dass eine Entflechtung der Linienführung entsteht.